# Barty Crouch
Bartemius "Barty" Crouch stariji fiktivan je lik iz serije romana J. K. Rowling.
U 4. filmu glumi ga Roger Lloyd-Pack.
Kad je Lord Voldemort prvi put došao do moći, vodio je Odjel za magični zakon. Bio je nemilosrdan i davao je ovlast aurorima da ubijaju nego da hvataju mračne čarobnjake. Poslao je Siriusa u Azkaban bez suđenja. Crouch je bio najveći favorit za sljedećeg Ministra, kad je njegov sin Barty Crouch ml. uhićen zbog pomaganja Voldemortu i pridruživanja smrtonošama. Sinu je dao suđenje, no po Siriusu to je bilo samo javno priznanje koliko mrzi dječaka.
Crouchova žena molila ga je da poštedi sina pa joj je on dao Višesokovni napitak da se pretvori u njega, a on ga je pio da se pretvori u nju. Barty Crouch ml. pobjegao je iz Azkabana i tako pustio majku da tu umre i da bude pokopana. Crouch St. održao je pogreb za svoju ženu, ali je lijes bio prazan. 
Tijekom tajnog boravka u obiteljskoj kući, Crouch ml. ponovno je ozdravio, a u tome mu je pomogla kućna vila Winky. Cijelo je vrijeme bio pod plaštem nevidljivosti i kontroliran kletvom Imperius. Nakon nekog vremena Bertha Jorkins, zaposlenica Ministarstva otkrila je Croucha ml., no Crouch st. bacio je čaroliju brisanja pamćenja na nju.
Kasnije je Voldemort probio tu čaroliju i otkrio da je Crouch ml. još živ te je odlučio vratiti svog vjernog slugu.
Voldemort i Peter Pettigrew napali su kuću Crouch i na Croucha st. bacili kletvu Imperius. Bojeći se da će Crouch zbaciti kletvu, Voldemort ga je zatvorio u njegovu kuću, a jedini način komunikacije s uredom bila je nadgledana sovinska pošta.
Crouch je pobjegao u Hogwarts, upoznao Harryja i Kruma i molio da vidi Dumbledorea. No, njegov sin koji se vratio Voldemortu i prerušio u Moodyja omamio je Kruma i ubio svog oca. Nakon toga preobrazio ga je u kost i pokopao u oklici Hogwartsu.